# Negeri Ratu Ngaras
Negeri Ratu Ngaras is een bestuurslaag in het regentschap Lampung Barat van de provincie Lampung, Indonesië. Negeri Ratu Ngaras telt 1498 inwoners (volkstelling 2010).